# ジミー・ロジャーズ (ブルース・ギタリスト)
ジミー・ロジャーズ（Jimmy Rogers、1924年6月3日 - 1997年12月19日）は、アメリカ合衆国のシカゴ・ブルースのシンガーであり、ギタリスト、ハーモニカ奏者であった。彼は、1950年代初頭のマディ・ウォーターズのバンド・メンバーとして知られている。
彼はまたソロ・アーティストとしても、ブルース・スタンダートとなった「That’s All Right」、「Chicago Bound」、唯一のR&Bチャートのヒット「Walking By Myself」、「Rock This House」などいくつかのよく知られたブルースの楽曲をレコーディングしている。
1950年代末に一旦音楽業界から引退したが、1970年代に入ってから復帰し、レコーディングとツアーをするようになった。

## 来歴

### 幼少期とキャリア初期
ロジャーズは、1924年6月3日にミシシッピ州ルールヴィルに生まれた。出生名はジェイあるいはジェイムズ・アーサー・レイン。レインは義父の姓であった。
10代の頃、祖母とテネシー州メンフィス住んでいた頃、最初の楽器であるハーモニカをプレイするようになった。幼少期からの友人であったスヌーキー・プライアープレイすることもあったという。続いてギターも弾くようになった。16歳になった頃には彼は、アーカンソー州ヘレナでプレイをするようになり、そこでリトル・ウォルターと出会った。イリノイ州セントルイスでもロバート・ロックウッド・ジュニアをはじめとするミュージシャンと出会い、共演を重ねている。

### シカゴへ
1945年にシカゴに移住し、1946年にはハーモニカ奏者、シンガーとしてJ・メイヨ・ウィリアムズのハーレム・レコードでレコーディングを経験した。しかしながら、ロジャーズの名前はレコードに記載されることはなく、誤ってアーティストとして「メンフィス・スリム・アンド・ヒズ・ハウスロッカーズ」と記された。シカゴでの勤務先の同僚がいとこのマディ・ウォーターズを紹介し、両者は出会うこととなった。
1947年、ロジャーズ、マディ・ウォーターズ、リトル・ウォルターの3人は一緒にプレイするようになり、これがシカゴのシーンにおける最初のマディ・バンドとなった。このバンドは道場破りを意味するヘッドカッターズ、あるいは引き抜きを意味するヘッドハンターズと称されることもあった。これは彼らが他の地元のバンドから仕事を奪うことで知られていたからであった 。
このバンドのメンバーは、それぞれソロ・アーティストとしてもレコーディングをし、レコードをリリースしている。このバンドは初期のシカゴ・ブルース（もっと絞り込めば、サウスサイドのシカゴ・ブルース）のスタイルのサウンドを定義づける存在であった。ロジャーズはシカゴの零細レーベルにいくつか自身のレコーディングを行なったものの、当時はそのいずれもリリースされることはなかった。
彼は1950年にチェスよりリリースとなった「That’s All Right」でソロ・アーティストとしての成功を掴み始めていたが、ウォーターズのバンドに1954年まで残り活動を続けた。1950年代の半ばに彼はチェスより「Walking By Myself」など、いくつかのレコードをリリースして成功を収めており、その殆どにリトル・ウォルターあるいはビッグ・ウォルター・ホートンがハーモニカで参加している。

### 引退状態に
1950年代後半、ブルースへの世間の関心が薄れていき、それとともにロジャーズも徐々に音楽活動をしなくなった。
1960年代初頭にロジャーズは短期間、ハウリン・ウルフのバンドのメンバーとなり、そのバンドからの脱退後10年近くに渡り、音楽業界から離れた状況が続いた。彼はタクシーの運転手として働いたのを始め洋品店も営んでいたが、マーティン・ルーサー・キング・ジュニアの暗殺事件に続く1968年のシカゴ暴動の中で火災に遭い消失してしまった。

### 音楽活動の再開
ロジャーズは徐々に公の場で再び演奏するようになり、1971年、ヨーロッパで人気が出たことをきっかけに、彼は時折ツアーとレコーディングもするようになった。その中には1977年のウォーターズの『I'm Ready』のセッションもあった。1982年には、ロジャーズはフルタイムでソロ・アーティストとして活動するようになっていた。以後亡くなるまでツアーとアルバムのレコーディングを続けている。
1990年に「CHICAGO BLUES HERITAGE '90」出演のため初来日。東京、京都、横浜で公演を行なった。1997年にも「パークタワー・ブルース・フェスティバル」への出演が決定したものの、入院のため来日中止となっている。
1995年、ロジャーズはブルース・ファウンデーションのブルースの殿堂入りを果たした。彼の曲「That’s All Right」は同団体によって2016年、「ブルース・レコーディングの古典」のリストに加えられ、ブルースのスタンダードと認定されている。

### 死と没後のリリース
ロジャーズは1997年12月19日、結腸癌のため、シカゴのホリー・クロス病院にて死去した。
遺族には息子でギタリスト、音楽プロデューサーのジミー・D・レインがいる。彼はブルー・ヘヴン・スタジオとAPOレコードのレコーディング技師も務めた。
没後約1年を経た1998年10月、ラスト・アルバムとなる『Blues Blues Blues』がリリースとなった。これはジミー・ロジャーズ・オールスターズ名義の作品で、ミック・ジャガー、キース・リチャーズ、エリック・クラプトン、タジ・マハール、ローウェル・フルソン、ジミー・ペイジ、ロバート・プラント、ジェフ・ヒーリー、スティーヴン・スティルスといった面々が参加したものであった。

## ディスコグラフィー
シングル
- 1950年10月「That’s All Right」 / 「Ludella」 (Chess 1435)
- 1950年11月「Going Away Baby」 / 「Today, Today, Blues」 (Chess 1442)
- 1951年3月 「The World Is In A Tangle」 / 「She Loves Another Man」 (Chess 1453)
- 1951年8月 「Money, Marbles And Chalk」 / 「Chance To Love」 (Chess 1476)
- 1952年4月 「Back Door Friend」 / 「I Used to Have a Woman」 (Chess 1506)
- 1952年9月 「The Last Time」 / 「Out On The Road」 (Chess 1519)
- 1953年7月 「Left Me With A Broken Heart」 / 「Act Like You Love Me」 (Chess 1543)
- 1954年6月 「Sloppy Drunk」 / 「Chicago Bound」 (Chess 1574)
- 1956年1月 「You're The One」 / 「Blues All Day Long」 (Chess 1616)
- 1956年11月 「Walking By Myself」 / 「If it Ain't Me (Who You Thinking Of)」 (Chess 1643)
- 1957年5月 「I Can't Believe」 / 「One Kiss」 (Chess 1659)
- 1958年3月 「What Have I Done」 / 「Trace Of You」 (Chess 1687)
- 1959年2月 「Rock This House」 / 「My Last Meal」 (Chess 1721)
- 1974年 「Blues Falling」 / 「Broken Hearted」 (C.J. 666)[21]

アルバム
- 1971年 『Gold Tailed Bird』 (Shelter)
- 1973年 『Sloppy Drunk』 (Black & Blue)
- 1990年 『Ludella』 (Antone's) ※1990年頃のスタジオ録音およびライヴ
- 1993年 『Jimmy Rogers with Ronnie Earl and the Broadcasters'』 (CrossCut) ※1991年のライヴ
- 1994年 『Feelin' Good』 (Blind Pig) ※ロッド・ピアッツァ・アンド・ザ・マイティ・フライヤーズとの共演盤
- 1994年『Blue Bird』 (Analogue Productions)
- 1999年『Blues Blues Blues』 (Atlantic)

コンピレーション・アルバム
- 1970年 『Chicago Bound』(Chess)
- 1984年 『Jimmy Rogers』(Chess Mastersシリーズ) ※チェス音源。2枚組LP
- 1989年 『That's All Right』 (Charly) ※チェス音源
- 1997年 『The Complete Chess Recordings』 (Chess/MCA) ※チェス音源、2枚組CD
- 2003年 『His Best』 (Chess/MCA)

## 関連資料
- Dahl, Bill (1996). “Jimmy Rogers”. In Erlewine, Michael; Bogdanov, Vladimir; Woodstra, Chris; Koda, Cub (eds.). All Music Guide to the Blues. サンフランシスコ: Miller Freeman Books. ISBN 0-87930-424-3.
- Darwen, Norman (1989). That's All Right (ライナーノーツ). Jimmy Rogers. ロンドン: Charly Records. CD RED 16.
- Eagle, Bob L.; LeBlanc, Eric S. (2013). Blues: A Regional Experience. カリフォルニア州サンタバーバラ: Praeger. ISBN 978-0313344244
- Gordon, Robert (2002). Can't Be Satisfied: The Life and Times of Muddy Waters. ニューヨーク: Little, Brown. ISBN 0-316-32849-9
- Harris, S. (1979). Blues Who's Who. ニューヨーク: Da Capo Press
- Palmer, Robert (1982). Deep Blues. ニューヨーク: Penguin Books. ISBN 0-14006-223-8
- Russell, Tony (1997). The Blues: From Robert Johnson to Robert Cray. ドバイ: Carlton Books. p. 161. ISBN 1-85868-255-X
- Whitburn, Joel (1988). Top R&B Singles 1942–1988. ウィスコンシン州メノモニーフォールズ: Record Research. ISBN 0-89820-068-7